# 浙江省 (中華民国)

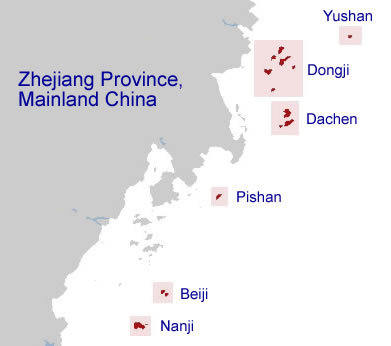
大陸失陥後の中華民国浙江省（1949年-1955年）

浙江省（せっこうしょう）は、中華民国に存在した省。現在の中華人民共和国浙江省の大部分に相当する。

## 管轄区域
清代の浙江省の管轄区域をほぼ継承している。
東は東シナ海、西は安徽省及び江西省、北は江蘇省、南は福建省に接していた。

## 行政沿革
1911年（宣統3年）、辛亥革命が勃発すると11月4日に浙江新群も決起、17日に杭州に浙江軍政府を設置、全省を嘉興、湖州、金華、衢州、厳州、処州、寧波、紹興、温州、台州の各軍政分府を設置した。1912年（民国元年）7月、『浙江都督府官制』に依拠し、都督府の下に民政、財政等の4司3処を設置した。1914年（民国3年）5月23日、民政長を巡按使と改称、更に1916年（民国5年）7月6日に省長と改称されている。
1926年（民国15年）12月15日、中国国民党浙江省党本部は浙江省の最高政務機関として省臨時政治委員会の設立準備に着手、翌年1月8日に鄞県に成立したが、省長は杭県での政務を続行していた。1927年（民国16年）に発生した上海クーデター後は南京国民政府に属した。4月18日、南京政府は臨時政治委員会を解体、新たに省政務委員会の設立準備が進められ27日に正式に成立している。7月25日、政務委員会は浙江省政府委員会に改編されている。
1937年（民国26年）、日中戦争が勃発すると12月に浙江省は日本軍の勢力下に置かれ、1940年（民国29年）以降は汪兆銘政権の統治下に置かれることとなった。
1945年（民国34年）8月、日本の敗戦に伴い汪兆銘政権も崩壊。浙江省は再び国民政府の実効支配下に置かれ、1946年（民国35年）5月7日に浙江省政府の改編を指示している。
1949年（民国38年）5月3日、人民解放軍は省都杭州市を占領し、既にこの時点で中華民国は浙江省の大部分の地域の実効支配権を喪失していた。浙江省政府は舟山に移転し、舟山群島や大陳島など沿海部の島々を拠点に共産党に対する軍事作戦を継続した。しかし1950年（民国39年）5月になると、舟山戦役によって舟山群島も人民解放軍に占領され、中華民国が実効支配する領域は大陳列島（台州列島）、一江山島、披山島、頭門山島、漁山列島、南麂島など浙江省東岸の一部島嶼のみを維持するにまで追い込まれた。そのため浙江省政府も中華民国国軍とともに一旦台湾へ撤退し、活動を停止した。
1951年（民国40年）9月、中華民国政府は胡宗南を大陳島に派遣して「江浙総部」を設置し、その下に「浙江省政府」を置いて大陳島など温嶺県、臨海県、平陽県、玉環県の4県と漁山、竹嶼の2管区を管轄させた。1953年（民国42年）8月に浙江省政府は台湾に移転し、「浙江省政務処」となったが、さらに1954年（民国43年）9月1日には「浙江省大陳区行政督察専員公署」となり、その管轄下に4県18000数人が置かれた。
1955年（民国44年）1月18日、人民解放軍は一江山島戦役を開始し、1月19日に一江山島を占領した。これを受けて、中華民国政府は2月8日に大陳島の放棄を決定し、アメリカ第7艦隊の護衛の下住民及び守備隊は台湾に撤収した。2月11日の撤収完了後、中華民国政府は浙江省大陳区行政督察専員公署及び浙江省政府の廃止を宣言した。

## 省会
1912年（民国元年）、省会を杭県に設置。1927年（民国16年）以降は新設された杭州市に移転している。

## 行政区画

### 本部時期

#### 道制
1913年（民国2年）1月8日、北京政府が発布した『劃一令』により3月を以って全国に道制施行が決定されたが、財政問題を内包していた浙江省では道制実施に反対、財政困難を理由に暫時その施行が猶予。され、1914年（民国3年）5月23日、『道官制』に依拠し道制が施行された。1916年（民国5年）5月30日、『道官制』が国会の承認を得ていないこと、また道尹の職権が省民政庁と重複することから道制が廃止されている。しかし1917年（民国6年）1月22日、北京政府は道制の復活を指示している。1926年（民国15年）末からの北伐により、北伐軍が1927年（民国16年）浙江省に進駐すると道制は自然消滅した。
- 銭塘道
- 会稽道
- 金華道
- 甌海道

#### 県級行政区画
1912年（民国元年）、府庁制度の廃止に伴い、各行政区画は県制に統一された。中華人民共和国成立直前の管轄県は下記の1市79県。（50音順）
- 市
  - 杭州市:1927年4月、杭県中心部に設置。
- 県
  - 安吉県
  - 雲和県
  - 永嘉県
  - 永康県
  - 滃洲県:1949年8月に定海県の島嶼部に新設。
  - 於潜県
  - 温嶺県:清代の太平県。1914年1月に温嶺県と改称。
  - 海塩県
  - 開化県
  - 海寧県
  - 嘉興県:清代の嘉興県と秀水県が1912年1月に合併し嘉禾県が成立。1914年1月に嘉興県と改称。
  - 嘉善県
  - 義烏県
  - 玉環県
  - 鄞県:1927年4月、中心部に寧波市を設置。1931年2月に再編入[4]。
  - 金華県
  - 衢県:清代の西安県。1912年2月に衢県と改称。
  - 景雲県
  - 慶元県
  - 建徳県
  - 杭県:清代の仁和県と銭塘県が1912年2月に合併し成立。
  - 黄岩県
  - 江山県
  - 孝豊県
  - 呉興県:清代の烏程県と帰安県が1912年2月に合併し成立。
  - 三門県:1912年2月、象山県の一部に南田県を設置。1930年11月、南田県全域及び臨海県の一部を統合し三門県が成立。
  - 慈渓県
  - 四明県:1948年8月、余姚、上虞、嵊県、新昌、奉化、鄞県、慈渓の7県にまたがる四明山地区に新設。
  - 寿昌県
  - 淳安県
  - 嵊県
  - 昌化県
  - 上虞県
  - 紹興県:清代の山陰県と会稽県が1912年2月に合併し成立。
  - 常山県
  - 蕭山県
  - 松陽県
  - 諸曁県
  - 縉雲県
  - 新昌県
  - 新登県:清代の新城県。1914年1月に新登県と改称。
  - 瑞安県
  - 遂安県
  - 遂昌県
  - 崇徳県:清代の石門県。1914年1月に崇徳県と改称。
  - 青田県
  - 仙居県
  - 宣平県
  - 象山県
  - 泰順県
  - 長興県
  - 鎮海県
  - 定海県
  - 天台県
  - 湯渓県
  - 桐郷県
  - 東陽県
  - 桐廬県
  - 徳清県
  - 寧海県
  - 磐安県:1939年4月、縉雲、仙居、東陽、永康、天台5県の一部に新設。
  - 武義県
  - 武康県
  - 富陽県
  - 分水県
  - 文成県:1948年7月、瑞安、泰順、青田3県の一部に新設。
  - 平湖県
  - 平陽県
  - 奉化県
  - 浦江県
  - 余杭県
  - 余姚県
  - 楽清県
  - 蘭渓県
  - 竜泉県
  - 竜游県
  - 臨安県
  - 臨海県
  - 麗水県

#### 行政督察区
行政督察制度は省政府と県政府の間に中間行政機構を設置し、各県を監督させる制度である。1932年（民国21年）5月31日、『浙江省県政督察専員章程』に依拠し、全省に12区の行政督察区を設置した。同年8月行政院が発布した『行政督察区暫行条例』により全省は6区（後に7区）に再編されている。
その後1935年（民国24年）6月に9区、1940年（民国29年）1月に10区、1943年（民国32年）に13区と改編された。
1947年（民国36年）、実効支配を回復した国民政府は杭州市、杭県、蕭山県、海寧県を省政府直轄とし、それ以外を6区に分割され、1949年（民国38年）の中華人民共和国建国まで沿襲された。

### 大陳時期

#### 県級行政区画
- 県
  - 温嶺県
  - 臨海県
  - 平陽県
  - 玉環県
- 管理局
  - 漁山管理局
  - 竹嶼管理局

#### 行政督察区
- 浙江省大陳区行政督察専員公署